# Botun (Kupres, BiH)
Botun je naseljeno mjesto u općini Kupres, Federacija Bosne i Hercegovine, BiH.

## Stanovništvo

### 1991.
Nacionalni sastav stanovništva 1991. godine, bio je sljedeći:
ukupno: 72
- Srbi - 39 (54,17%)
- Hrvati - 32 (44,44%)
- ostali, neopredijeljeni i nepoznato - 1 (1,39%)

### 2013.
Nacionalni sastav stanovništva 2013. godine, bio je sljedeći:
ukupno: 27
- Hrvati - 23 (55,19%)
- Srbi - 4 (14,81%)